# Rude (film, 1995)
Pour les articles homonymes, voir Rude.
Pour plus de détails, voir Fiche technique et Distribution.
Rude est un film canadien réalisé par Clement Virgo (en), sorti en 1995.

## Distribution
- Ashley Brown : Johnny
- Clark Johnson : Reece
- Gordon Michael Woolvett : Ricky
- Stephen Shellen : Yankee
- Maurice Dean Wint : Le General
- Rachael Crawford : Maxine
- Richard Chevolleau : Jordan
- Sharon Lewis : Rude
- Melanie Nicholls-King : Jessica
- Dayo Ade : Mike
- Dean Marshall : Joe
- Andy Marshall : Addict
- Falconer Abraham : Austin
- Junior Williams : Curtis
- Andrew Moodie : Andre
- Nicole Parker : Niki
- Michael Greyeyes
- Ramiah Hylton